# Rose Girone
Rose Girone, geb. Raubvogel (* 13. Jänner 1912 in Janiw, Galizien, Österreich-Ungarn; † 24. Februar 2025 in Long Island, New York) war eine in Galizien im damaligen Österreich-Ungarn geborene US-amerikanische  Supercentenarian, die aufgrund der NS-Judenverfolgung nach Shanghai floh.

## Leben
Rose Girone verbrachte ihre Kindheit mit einem Bruder in dem Dorf Janiw in Galizien, wo sie bereits im Kindesalter das Stricken durch ihre Tante erlernte. Später zog sie mit ihrer Familie nach Hamburg, wo ihre Eltern über mehrere Jahre hinweg ein Geschäft für Theaterkostüme betrieben.
Im Jahr 1938 heiratete Girone den Geschäftsmann Julius Mannheim, mit dem sie fortan in Breslau wohnte und eine Tochter (* 1939) hatte. Nach den Novemberpogromen 1938 wurde ihr Ehemann verhaftet und ins KZ Buchenwald gebracht, während Girone mit ihrer Tochter die Flucht aus der Stadt gelang. Durch ihren Cousin bekam sie ein Visum, das ihr im Jahr 1939 die Flucht aus Deutschland in die Republik China ermöglichte. Später legte sie den Behörden in Deutschland ein gefälschtes Visum vor, was ihrem Ehemann dann gegen Zahlung eines hohen Geldbetrages die Ausreise nach China ermöglichte. Mit ihrer Familie lebte sie fortan in Shanghai, wo sie ihren Lebensunterhalt durch den Verkauf von selbst hergestellten Strickwaren verdiente. Im Jahr 1941 kam sie mit einem jüdischen Geschäftsmann aus Wien in Kontakt. Dieser half ihr dabei, die von ihr hergestellten Strickwaren auch international zu verkaufen. Mit ihrem Mann und ihrer Tochter lebte sie in Shanghai unter japanischer Herrschaft ab Ende 1941 in einem Ghetto, welches erst nach dem Ende des Zweiten Weltkrieges befreit wurde.
Im Jahr 1947 zog sie mit ihrem Ehemann und ihrer Tochter in die USA, wo sie zunächst in San Francisco und dann schließlich in New York City wohnten. Dort traf sie auch ihre inzwischen emigrierte Mutter und ihren Bruder wieder; der Vater hatte den Krieg nicht überlebt. Dort war sie zunächst als Angestellte in einem Strickwaren-Unternehmen tätig. Einige Jahre später ließen sich Rose und Julius Mannheim scheiden. Im Jahr 1968 heiratete sie den Amerikaner Jack Girone. Beide betrieben in New York zwei verschiedene Strickwarengeschäfte. Im Jahr 1980 ging Rose Girone mit 68 Jahren in den Ruhestand. Privat blieb das Stricken bis ins hohe Alter weiterhin ihr Hobby. Ihre letzten zehn Lebensjahre verbrachte sie in einem Pflegeheim in Long Island.

### Altersrekorde
Im Januar 2022 wurde Girone mit ihrem 110. Geburtstag zur Supercentenarian.
Nach dem Tod von Louise Levy im Alter von 112 Jahren am 17. Juli 2023 wurde Girone zur ältesten im Bundesstaat New York lebenden Person. Nach dem Tod von Maria Branyas Morera im Alter von 117 Jahren am 19. August 2024 wurde Girone zur ältesten, weltweit lebenden Emigrantin. Zuletzt war sie die fünftälteste lebende Person in den Vereinigten Staaten. Zudem galt sie als älteste Holocaust-Überlebende.
Rose Girone starb am 24. Februar 2025 im Alter von 113 Jahren und 42 Tagen (insgesamt 41.316 Tage).